# Bethlehemschebeek

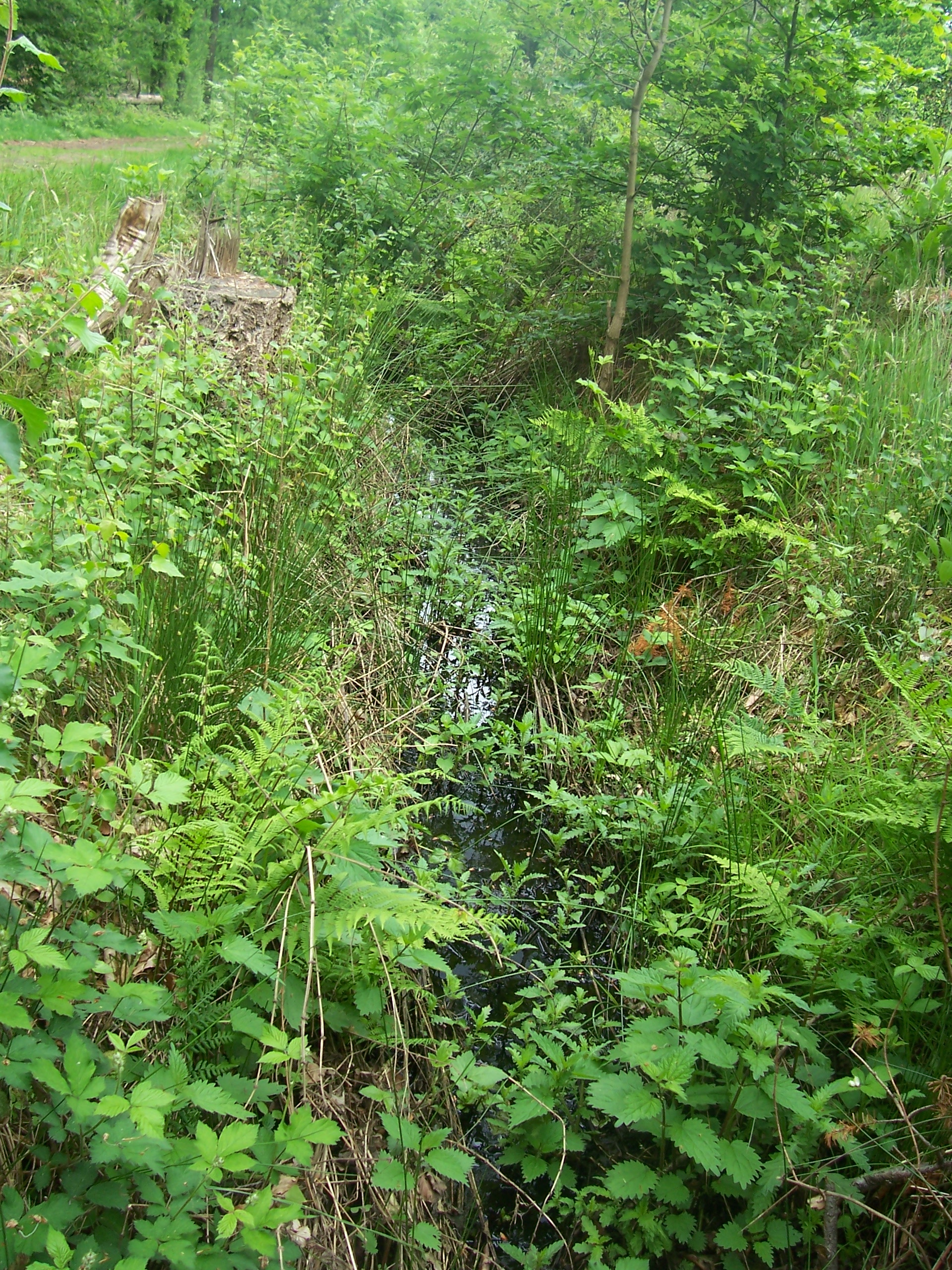
Plaats waar de Bethlehemschebeek ontspringt

De Bethlehemsche- of Bethlemsbeek stroomt ten noorden van de Twentse plaats Losser.
De Bethlehemschebeek is ongeveer 4,4 km lang en kronkelt zich een weg door het landschap. Hij ontspringt in het natuurgebied de Snippert. Evenals de Snoeyinksbeek mondt de Bethlehemschebeek vlak bij de Duitse grens uit in de Dinkel. De beek is op die plaats ongeveer 2,5 m breed.
Het brongebied ligt op een hoogte van circa +47 m NAP. Nabij het Dinkeldal bedraagt de hoogte circa +30 m NAP. Het hoogteverschil bedraagt dus 17 meter over een afstand van circa 4 km. Ongeveer 500 meter voor de uitmonding van de beek is in 2006 een vistrap aangelegd.
Langs de Betlehemschebeek is de zeldzame fladderiep aangetroffen.

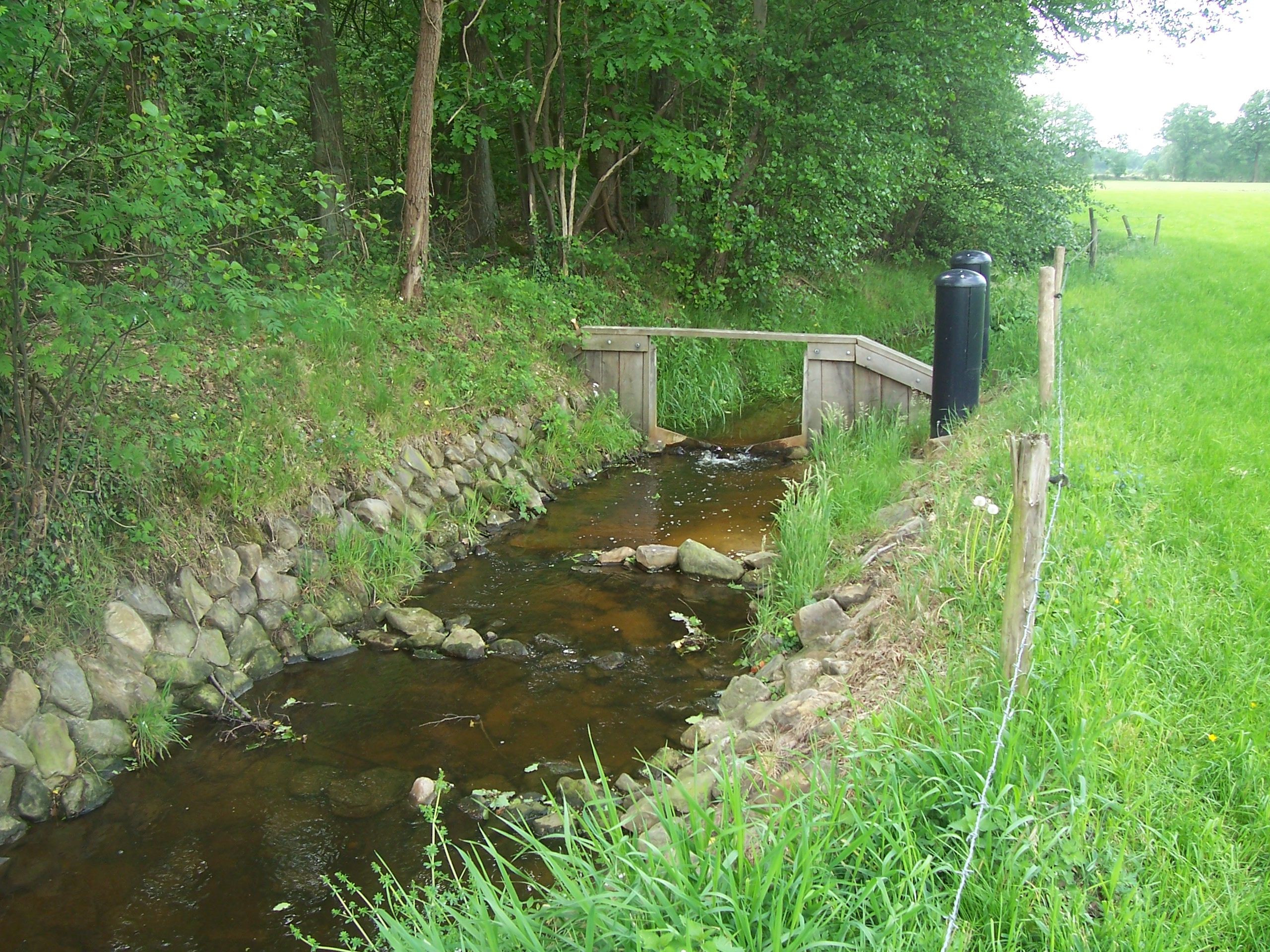
Vistrap
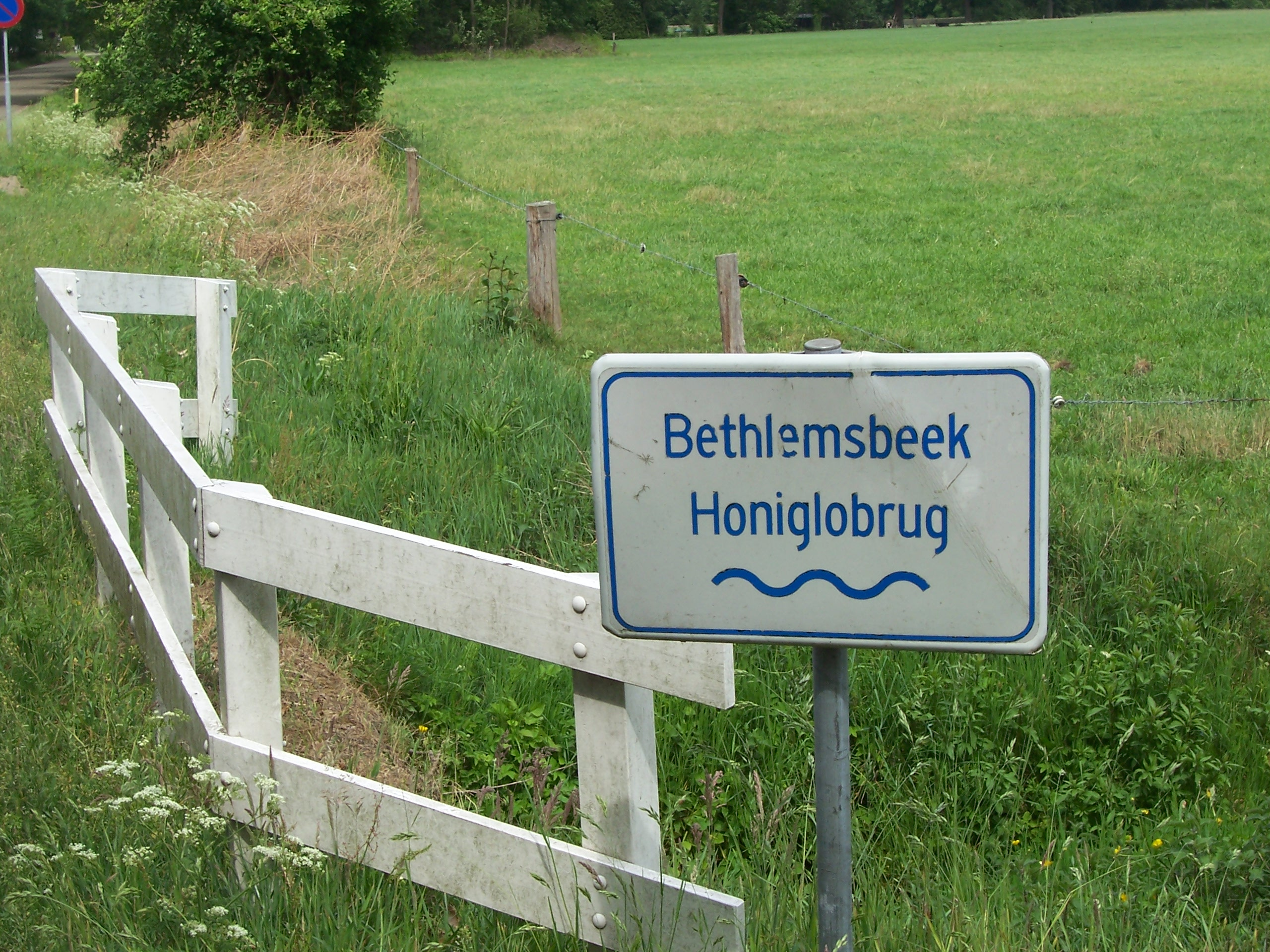
Honiglobrug